# دير تاتيف
دير تاتيڤ (بالأرمينية: Տաթեւի Վանք) يُعتبر لؤلؤة الهندسة المعمارية الأرمينية في العصور الوسطى. تم إنشاؤه في القرن التاسع ميلادي ثم تحول الموقع إلى أحد المراكز الفكرية المرموقة في القرن الرابع عشر بفضل تشييد جامعة تخرج منها العديد من الرهبان ورجال الدين وكبار العلماء في ذلك العصر. مثل معظم الأديرة الأرمنية في القرون الوسطى، تم بناء سور لحمايته من الغزوات ويتضمن ثلاث كنائس وعديد المعالم الأثرية.

## التاريخ
كانت هضبة تاتيف مستخدمة منذ العصور الوسطى ما قبل المسيحية، وكان هذا الدير عبارة عن معبد وثني لكن في القرن الرابع تم تحويله إلى دير. بدأ تطوير دير تاتيڤ في القرن التاسع عندما أصبح مقراً لمطران سينيك.

## الموقع
يقع دير تاتيڤ في جنوب شرق أرمينيا، في مقاطعة سينيك، يبعد حوالي 280 كلم عن العاصمة.

## المعالم

### عامود التوازن

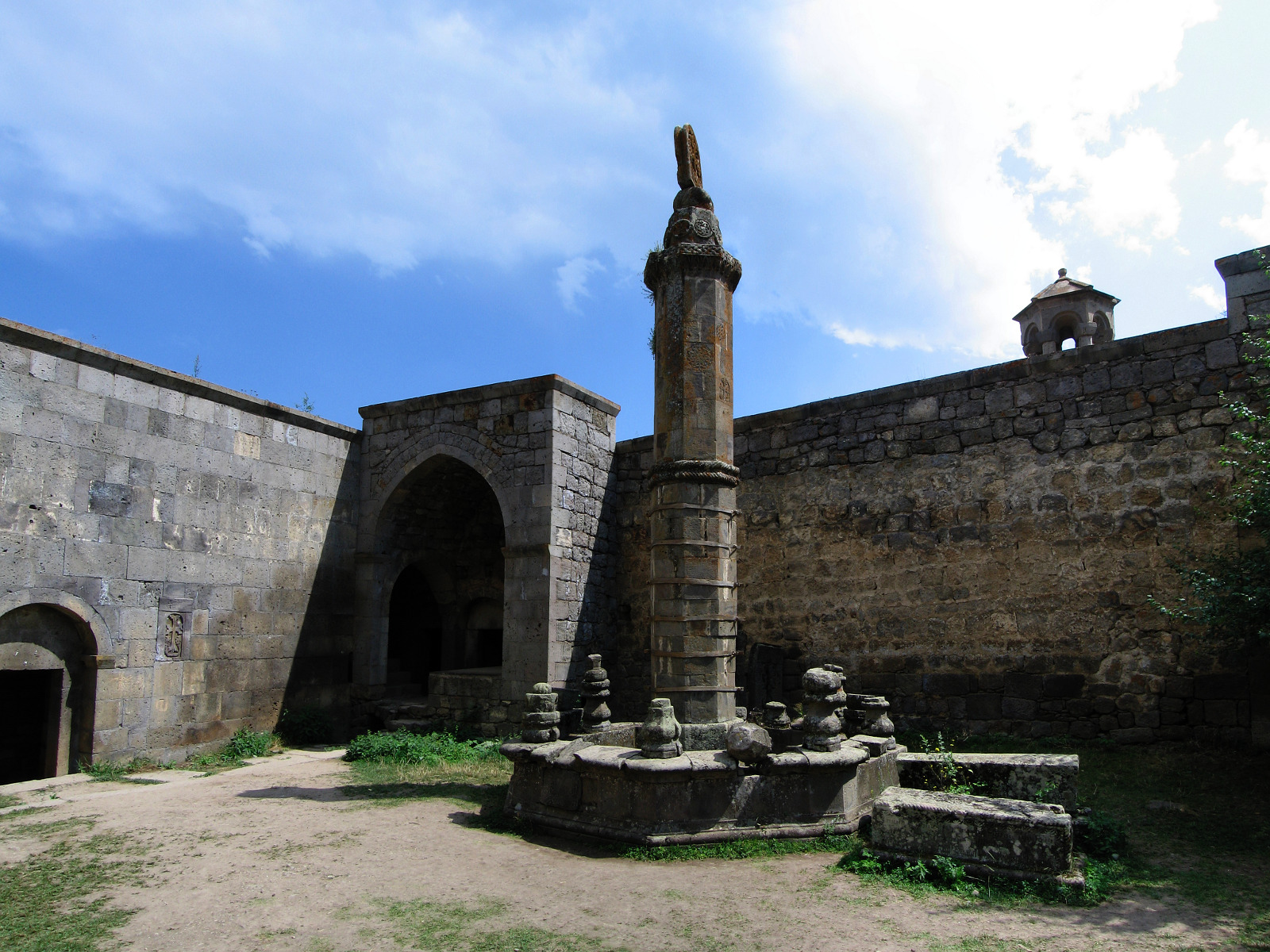
عامود التوازن.

هو أحد درر الهندسة المعمارية في القرون الوسطى، صمم في بداية القرن العاشر، يبلغ طوله ثمانية أمتار وأستخدم في تصميمه تقنية التمحور لتمكنه من الميلان عند حدوث زلازل وأيضا لإخافة الأعداء عند مهاجمتهم للدير.
عُرف هذا الدير اضطرابات عديدة منذ تاريخ تشييده فلقد دمر بشكل متكرر وذلك بسبب الزلازل وهجمات الأعداء. يمكن القول أنه منذ العشرينات من القرن الماضي وقع إهماله وتريد الكنيسة الآن أن تعيد له مكانته الحقيقية فالموقع يُعبتر لؤلؤة فريدة في أرمينيا.